# Natica nipponensis
Natica nipponensis is een slakkensoort uit de familie van de Naticidae. De wetenschappelijke naam van de soort is voor het eerst geldig gepubliceerd in 1961 door Kuroda.